# Peru (Illinois)
Peru è un comune degli Stati Uniti d'America, nella contea di LaSalle, nello Stato dell'Illinois.
La città di Peru si trova lungo il corso del fiume Illinois, circa 5 km ad ovest della cittadina "gemella" di LaSalle, presso la quale si ha l'incrocio fra due importanti strade interstatali, la Interstate 39 e la Interstate 80.

## Economia
Vi ha sede la fabbrica di orologi Westclox.